# La testa ben fatta. Riforma dell'insegnamento e riforma del pensiero
La testa ben fatta. Riforma dell'insegnamento e riforma del pensiero (Une tête bien faite. Repenser la réforme, réformer la pensée) è un saggio del filosofo e sociologo francese Edgar Morin, pubblicato nel 1999. 

## Contenuti
Nell'opera Morin teorizza una riforma dell’educatore e dell'educazione. Questa riforma deve riformare il pensiero, adattandolo alle sfide del presente, date soprattutto dalla complessità e dalla globalità del sapere. L'educazione deve favorire lo sviluppo dell'intelligenza del soggetto: la testa ben fatta è allora quella testa in grado di organizzare e ricomporre il sapere con spirito critico e una logica scientifica. In questa riforma è fondamentale la scuola, che deve promuovere una cultura in grado di dare una visione più ampia della realtà, capace di affrontare l'incertezza. Questo deve avvenire fin dalla scuola primaria.

## Edizioni
- Edgar Morin, La testa ben fatta. Riforma dell'insegnamento e riforma del pensiero, Raffaello Cortina, Milano 2000.